# Falstaff (Elgar)
Pour les articles homonymes, voir Falstaff (homonymie).

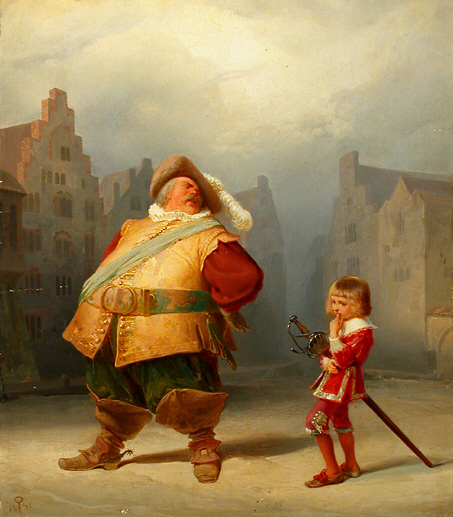
Falstaff

Falstaff, étude symphonique en do mineur op. 68 est une œuvre orchestrale écrite par Edward Elgar en 1913.
Elle est inspirée par le personnage Falstaff de William Shakespeare.
Elle est dédiée au chef d'orchestre et pianiste Landon Ronald et a été créée le 1er octobre 1913 par l'orchestre du festival de Leeds sous la direction du compositeur. Il s'agit d'une commande de ce même festival.
Cette pièce est une œuvre de la maturité du musicien (il avait près de 56 ans lors de son écriture), l'essentiel de sa musique orchestrale qui a fait son renom ayant été déjà écrite. Les premières esquisses datent de 1901 mais l'essentiel de son écriture se fait durant l'été 1913.
L'œuvre comporte 4 parties avec deux interludes et sa durée d'exécution est d'environ une demi-heure.
- Falstaff and Prince Hal (Falstaff et le prince Hal)
- Eastcheap. The Robbery at Gadshill. The Boar's Head Again. Revelry and Sleep (Eastcheap, cambriolage à Gadshill, la taverne de la tête du sanglier, sommeil)
- Dream Interlude  (Interlude : Rêverie)
- Falstaff's March. The Return through Gloucestershire. The New King and the Hurried Ride to London. (La marche de Falstaff, le retour à travers le comté de Gloucester, le nouveau roi et chevauchée vers Londres)
- Interlude - In Shallow's Orchard (Interlude : Le verger)
- King Henry V's Progress. The Repudiation of Falstaff and His Death (L'avancée du roi Henry V. La répudiation de Falstaff et sa mort)

La première partie décrit une conversation entre Falstaff, symbolisé par les violoncelles et les contrebasses avec le fils d'Henry IV, compagnon de maraude et symbolisé par les violons. La seconde partie se situe dans une taverne d'une rue londonienne (Eastcheap) où les deux amis décident de s'en prendre à quelques voyageurs à Gadshill. Falstaff se fait cependant lui-même agresser et il retourne panser ses plaies à la taverne. Là, il sombre dans un sommeil aviné. La troisième partie voit Falstaff lever une cavalerie pour défendre le prince Hal. La dernière partie annonce la mort du roi Henry IV et l'accession au trône de son fils, le prince Hal qui rejette alors son compagnon.